# Gold(III)-sulfid
Gold(III)-sulfid ist eine chemische Verbindung von Gold und Schwefel. Der schwarze Feststoff ist neben Gold(I)-sulfid eines der beiden bekannten Sulfide des Goldes.

## Gewinnung und Darstellung
Gold(III)-sulfid lässt sich durch Reaktion von Schwefelwasserstoff mit Gold(III)-chlorid oder Tetrachloridogoldsäure gewinnen. Das Gold(III)-chlorid ist dabei in Diethylether gelöst.
{\displaystyle \mathrm {2\ AuCl_{3}+3\ H_{2}S\longrightarrow Au_{2}S_{3}+6\ HCl} }
Auch durch eine Reaktion von Gold(III)-acetat und Schwefel in Decalin bildet sich Gold(III)-sulfid.

## Eigenschaften
Eine Kristallstruktur von Gold(III)-sulfid ist nicht bekannt, die Verbindung ist wahrscheinlich amorph.
Gold(III)-sulfid ist in Salpetersäure, Natriumcyanidlösungen und konzentrierten Natriumsulfidlösungen löslich. Dagegen reagiert es nicht mit anderen Mineralsäuren wie Salz- oder Schwefelsäure.